# Александър
Алекса̀ндър е българският вариант на мъжко име от гръцки произход, което означава „защитник на хората“ (от „αλέξειν“, 'защитавам', и „άνδρος“, 'мъж, човек').
Към края на 2009 година Александър е дванадесетото по разпространеност мъжко име в България, носено от около 50 000 души (1,35% от мъжете). То е и второто най-често използвано мъжко име за родените през 2007 – 2009 година (3,27%) и най-предпочитаното през 2019 година.

## Разновидности и умалителни
- български – Александър, Алекси, Сашо, Алекс, Алек, Санде, Сандо, Аце, Дъро.
- албански – Aleksandër, Lekë, Skënder, Skender, Aleks, Sandër
- амхарски – Eskender
- арабски – Iskandar, Skandar, Skender
- баски – Alesander/Alesandere, Alexander/Alexandere
- беларуски – Аляксандр, Алесь, Алелька
- Босненски – Alen
- Каталунски – Alexandre, Àlex, Xandre
- датски – Aleksander, Alexander
- нидерландски – Alexander, Alexandra, Alex, Alexia, Lex, Sander, Sanne, Sandra, Xander
- английски – Alexander, Alec, Alex, Lex, Xander, Sandy, Andy, Alexis, Alexa, Alexandria, Alexandra
- финландски – Aleksanteri, Aleksi
- френски – Alexandre, Alexis, Alex
- немски – Alexander
- гръцки – Αλέξανδρος (Alexandros), Alexis, Alekos/Aleka
- хинди – хиндустани – Sikandar
- унгарски – Sándor
- исландски – Alexander
- италиански – Alessandro, Lessandro, Sandro
- Литовски – Aleksandras
- македонски – Александар, Аце, Алексо, Сашо, Алек
- Малайски – Iskandar
- норвежки – Alexander, Aleksander
- полски – Aleks, Aleksander
- португалски – Alexandre, Alex, Xande, Xandi
- румънски – Alexandru, Alec, Alex, Alle, Alecu, Sandu
- руски – Александр (Aleksandr), Алик (Alik), Саша (Sasha), Саня (Sanya), Шура (Shoorah)
- санскрит – Alekchendra
- шотландски – Alasdair, Alastair, Alistair
- сръбски – Александар, Аца, Саша, Алекс – Aleksandar, Aco, Saša, Aleks
- словенски – Aleš, Sandi, Sanja, Sandra, Saša, Sašo
- испански – Alejandro, Ale, Alejo
- шведски – Alexander
- турски – İskender
- украински – Олександр, Олелько, Сашко, Сасько
- урду – хиндустани – Sikandar
- урду – Пакистан – Sikandher (Sikandher-e-Azam, Александър Велики)

## Известни личности с името Александър

### Монарси

#### В древността
- Александу, ок. 1280 пр.н.е.
- Александър Коринтски, 10-и цар на Коринт (816 – 791 пр.н.е.)
- Александър I Македонски
- Александър Ферски, деспот на Фера между 369 и 358 пр.н.е.
- Александър I, цар на Епир ок. 342 пр.н.е.
- Александър II, цар на Епир 272 пр.н.е.
- Александър II Македонски
- Александър Велики (Александър III Македонски), цар на Македония, 336 – 323 пр.н.е.
- Александър IV Македонски
- Александър I Балас, от династията на Селевкидите, владетел на Сирийското царство от 150 до 146 г. пр.н.е.
- Александър Север, (208 – 235), римски император

#### Средни векове
- Александър III, Византийски император (912 – 913)
- Александър I Шотландски (c. 1078 – 1124)
- Александър Асен (12в.-13в.), севастократор на Сердика (София), втори син на цар Иван Асен I и царица Елена, брат на цар Иван Асен II
- Александър II (Шотландия) (1198 – 1249)
- Александър Невски (1220 – 1263), Висш принц на Владимирско-Суздалско княжество (Новогорд и Владимир), светия
- Александър III (Шотландия) (1241 – 1286).
- Александър II (Владимирско-Суздалско княжество) (1301 – 1339), велик княз на Владимирско-Суздалското княжество
- Никола Александър Басараб, (? – 1364), влашки войвода
- Иван Александър (началото на 14 в.-1371) български цар управлявал от 1331 до 1371
- Александър (1338-преди 1386), княз/принц на Подолие
- Александър I Велики, владетел (цар/крал) на Царство Грузия (1386 – 1445/1446)
- Сикандар Бутшикан (Сикандар Шах Мири), Султан на Кашмир (1389 – 1413)
- Александру чел Бун, Молдовски войвода (1400 – 1432)
- Александру I Алдя, Влашки войвода (1397 – 1436)
- Скендербег (1405 – 1468), водач/княз/принц на Албания
- Ескендер, Император на Етиопия (1472 – 1494)
- Александер Ягелончик, Крал на Полша и Велик княз на Литва (1461 – 1506)
- Александър II Имеретски, владетел (цар/крал) на Грузия (? – 1478)
- Александър III Лепушняну, Молдовски войвода/княз (1499 – 1568)
- Александру II Мирчо, влашки княз (1529 – 1577)
- Сикандар Шах Сури, Султан/Шах на Делхи (? – 1559)
- Сикандар Лодхи, Султан на Делхи (16 в.)

#### В ново време
- Александър I (Русия) (1777 – 1825), руски император
- Александър II (1818 – 1881), руски император
- Александру Йоан Куза, Княз обединител на Влашко и Молдова (1820 – 1873)
- Александър III (1845 – 1894), руски император
- Александър I Български (1857 – 1893), български княз
- Александър Обренович (1876 – 1903), сръбски крал
- Александър I Караджорджевич (1888 – 1934), сръбски принц и първи крал на сърби, хървати и словенци (Югославия)
- Зог I известен и като Скендербег III, (1895 – 1961), политик, президент и първи албански крал
- Александрос I (1917 – 1920), гръцки крал

### Религиозни водачи
- папа Александър I, (папа 105 – 115)
- Александър Йерусалимски (2в.-251)
- патриарх/папа Александър Александрийски, деветнадесети патриарх на Александрийската патриаршия, светия (патриарх 313 – 326)
- епископ Александър Константинополски, светия (епископ 314 – 337)
- Александър Антиохийски (408,412,413 – 417/421)
- патриарх/папа Александър Втори Александрйиски, патриарх на Александрийската патриаршия (патриарх 702 – 729)
- папа Александър II, (папа 1058 – 1061)
- папа Александър III, (папа 1164 – 1168)
- папа Александър IV, (папа 1243 – 1254)
- (анти)папа Александър V, (Peter Philarges ca. 1339 – 1410)
- папа Александър VI, (1493 – 1503), римски папа
- папа Александър VII, (1599 – 1667)
- папа Александър VIII, (папа 1689 – 1691)

### Други личности
- Александър Стоилов Боев (Бойоглу), български общественик и журналист, деен участник в борбата за независима Българска екзархия.
- Александър Шишман (Искендер бей след приемане на исляма), първороден син на цар Иван Шишман.
- Александър, генерал във войните на Диадохите (син на Полиперхон-регент на Древна Македония)
- Александър Афродизийски, древногръцки философ (около 200)
- Джейн Александър (р. 1939), американска актриса